# (36619) 2000 QE151
2000 QE151 (asteroide 36619) é um asteroide da cintura principal. Possui uma excentricidade de 0.10336830 e uma inclinação de 3.81672º.
Este asteroide foi descoberto no dia 25 de agosto de 2000 por LINEAR em Socorro.